# MSSP
MSSP vem da sigla em inglês Managed Security Services Providers. São empresas que proveem serviços gerenciados de segurança (MSS – Managed Security Services) para outras empresas, através de um SOC – Security Operations Center. O MSSP utiliza, geralmente, produtos fornecidos por terceiros como a base para a prestação de seus serviços, em formato 24x7. Entre suas atividades estão monitorar e operar as soluções. Suas características básicas são:
•	Prestação do serviço em modelo 24x7x365
•	Prestação de serviços através de um SOC – Security Operations Center
•	Equipe de segurança altamente qualificada
•	Qualidade mensurada através de acordos de nível de serviço - SLA
•	Inteligência própria e processos maduros
•	Normalmente utiliza produtos de grandes fabricantes como a base para seu trabalho
•	Gestão de ambientes heterogêneos
•	Maior amostragem por atender várias organizações soa mesmo tempo
•	Disponibiliza os dados gerenciais através de um portal do Cliente para que o mesmo possa acompanhar o serviço
•	Garante a conformidade com padrões, normas e regulamentos, internos e externos
•	Pagamentos mensais

## Empresas MSSP no Brasil
De acordo com o Anuário Outsourcing 2013, da Série Estudos., as dez maiores empresas neste segmento no Brasil são:
1. Arcon Serviços Gerenciados de Segurança
2. IBM
3. True Access
4. T-Systems
5. Atos
6. Unisys
7. Promon
8. Nec
9. Capgemini
10. Ativas

## História
As raízes dos MSSPs estão nos fornecedores de serviços de internet – ISP – Internet Service Provider, em meados da década de 1990. Inicialmente, os ISPs vendiam aos clientes um firewall e, por uma taxa adicional, gerenciavam a ferramenta de propriedade do cliente através de uma conexão dial-up.[carece de fontes?]
De acordo com uma recente pesquisa de mercado, a maioria das organizações (74%) gerenciam a segurança de TI in-house, através de equipes internas, mas 82% dos profissionais de TI disseram que já tiveram ou planejam uma parceria com um provedor de serviços de segurança gerenciada.[carece de fontes?]
As empresas buscam provedores de serviços gerenciados de segurança para aliviar as pressões que enfrentam diariamente relacionadas à segurança da informação, tais como malwares direcionados, roubo de dados de clientes, escassez de competências especializadas e limitações de recursos.[carece de fontes?]

## Envolvendo um MSSP
Os critérios de decisão para contratar os serviços de um MSSP são similares a qualquer outra forma de terceirização:
	Relação custo-eficácia em comparação com soluções internas
	Concentração nas competências essenciais
	Necessidade de serviço em regime 24x7
	Facilidade de permanecer atualizado. 
Um ponto importante a se ressaltar é que, embora trabalhar com um MSSP permita a equipe interna concentrar-se em suas atividades principais, permanecendo protegida contra vulnerabilidade se sua rede, a responsabilidade final ainda é do cliente. Este deve é o principal responsável por sua própria segurançae, como tal, deve estar preparado para gerenciar e monitorar o MSSP, e mantê-lo responsável pelos serviços para os quais foi contratado. A relação entre MSSP e o cliente não é um cárcere.[carece de fontes?]

## Referência
Anuário Outsourcing - MSS, Série Estudos 2011
1. ↑  Anuário Outsourcing - Serviços Gerenciados de Segurança, Série Estudos 2013